# Macrochlidia major
Macrochlidia major är en fjärilsart som beskrevs av Brown 1990. Macrochlidia major ingår i släktet Macrochlidia och familjen vecklare. Inga underarter finns listade i Catalogue of Life.